# Burak Özçivit
Burak Özçivit (Istanbul, 24 dicembre 1984) è un attore ed ex modello turco, noto per aver interpretato il ruolo di Malkoçoğlu Bali Bey nella serie Il secolo magnifico (Muhteşem Yüzyıl), per quello di Kamran nella serie Çalıkuşu, per quello di Kemal Soydere nella serie Endless Love (Kara Sevda) e per quello di Osman I nella serie Kuruluş Osman.

## Biografia
Nato nel 1984 a Istanbul (Turchia) dalla madre Ceyhan e dal padre Bülent Özçivit, Burak ha una sorella, Burçun. Dopo essersi diplomato presso la Kazım İşmen High School nel 2000, ha deciso di iscriversi presso la facoltà di belle arti del dipartimento di fotografia dell'Università di Marmara, dove al termine degli studi ha conseguito la laurea.
Nel 2003, ha iniziato la propria carriera lavorando come modello presso alcune agenzie di moda. Nel 2005 si è classificato al primo posto nel concorso di bellezza Best Model of Turkey ed è stato scelto come il secondo nella competizione mondiale, quindi l'attenzione dei media. Di conseguenza, ha partecipato al concorso Best Model of The World, dove si è classificato al secondo posto.

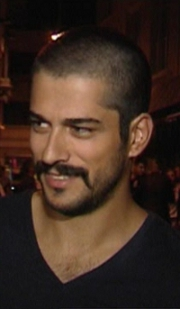
Burak Özçivit nel 2011

Intrapresa la carriera da attore nel 2006 ha compiuto il suo debutto televisivo nella serie Eksi 18, dove ha interpretato il giovane curatore Murat. L'anno seguente ha ottenuto il suo primo ruolo da protagonista in Zoraki Koca e, in quegli anni, ha recitato in cinque serie come Baba Ocağı o la serie Küçük Sirlar, l'adattamento turco della popolare serie statunitense Gossip Girl. Durante questo stesso periodo ha eccelso nel suo ruolo nella serie storica Il secolo magnifico (Muhteşem Yüzyıl) interpretando il ruolo di Malkoçoğlu Balı Bey, comandante militare ottomano al servizio del sultano Solimano il Magnifico, vincendo i primi due premi della sua carriera.
Nel 2013 è arrivato il suo primo ruolo importante nella serie Çalıkuşu, adattamento d'amore, dramma e commedia dell'omonimo romanzo di Reşat Nuri Güntekin. La serie si svolge in Turchia dell'inizio del XX secolo, dove ha interpretato il ruolo di Kamran, un medico giovane, attraente e rispettato che si innamora di sua cugina Feride, ruolo interpretato da Fahriye Evcen.
Dal 2015 al 2017 ha riscosso popolarità dopo essere stato scelto per interpretare il ruolo di Kemal Soydere nella serie Endless Love (Kara Sevda), insieme agli attori Neslihan Atagül e Kaan Urgancıoğlu.
Nel 2016 ha recitato nel film Kardeşim Benim 2, al fianco del cantante e attore Murat Boz. L'anno successivo, nel 2017, ha realizzato il sequel del precedente chiamato Kardeşim Benim 2. Nel 2018 ha recitato nel film Can Feda, al fianco dell'attore Kerem Bürsin, per il quale ha vinto il premio come Attore più ammirato dell'anno.
Oltre alla carriera di recitazione, è anche un produttore grazie alla sua compagnia BRK'S Production.
Il 20 novembre 2019 è iniziato il suo nuovo progetto nella serie Kuruluş Osman, che lo vede protagonista nei panni di Osman I. Per la stessa serie, ha vinto nove premi tra cui come uno come Miglior attore ai TV Yıldızları Ayaklı Gazete Awards.

## Vita privata
Il 29 giugno 2017 si è sposato a Istanbul con la collega Fahriye Evcen, sua co-protagonista nella serie Çalıkuşu. La coppia ha avuto due figli: Karan, nato il 13 aprile 2019, e Kerem, nato il 18 gennaio 2023.

## Filmografia

### Attore

#### Cinema
- Musallat, regia di Alper Mestçi (2007)
- Un amore come te (Aşk Sana Benzer), regia di A. Taner Elhan (2015)
- Kardeşim Benim, regia di Mert Baykal (2016)
- Kardeşim Benim 2, regia di Mert Baykal (2017)
- Can Feda, regia di Çağatay Tosun (2018)
- Berber, regia di Deniz Yorulmazer (2025)

#### Televisione
- Eksi 18 – serie TV (Kanal 7, 2006)
- Zoraki Koca – serie TV, 26 episodi (Kanal D, 2007)
- Baba Ocağı – serie TV, 51 episodi (Star TV, 2008-2009)
- İhanet Emir – serie TV, 7 episodi (Star TV, 2010)
- Küçük Sırlar – serie TV, 55 episodi (Star TV, Kanal D, 2010-2011)
- Il secolo magnifico (Muhteşem Yüzyıl) – serie TV, 40 episodi (Show TV, Star TV, 2011-2013)
- Çalıkuşu – serie TV, 30 episodi (Kanal D, 2013-2014)
- Endless Love (Kara Sevda) – serie TV, 74 episodi (Star TV, 2015-2017)
- Kuruluş Osman – serie TV (ATV, dal 2019)

### Doppiatore

#### Cinema
- Le avventure di Zarafa - Giraffa giramondo (Zarafa), regia di Rémi Bezançon e Jean-Christophe Lie (2013)

## Spot pubblicitari
- Pepsi (2013-2014)
- ClearMen (2013-2016)
- Emaar Square Mall (2017-2018)
- Altınyıldız Classics (dal 2018)
- ClearMen (2019)
- Trem Global (dal 2021)
- PUBG Mobile (2021)
- Tor Holding (2022)
- Istikbal (dal 2024)

## Doppiatori italiani
Nelle versioni in italiano dei suoi film e delle sue serie TV, è stato doppiato da:
- Francesco Venditti[24] in Endless Love,[25] in Un amore come te[26]

## Riconoscimenti
| Anno                      | Premi | Categoria                                              | Opera                                 | Risultato       | Fonti         |
| ------------------------- | --- | ------------------------------------------------------ | ------------------------------------- | --------------- | ------------- |
| 2012                      | GQ Men of the Year Awards                                                                                         | Attore dell'anno                                       | Il secolo magnifico (Muhteşem Yüzyıl) | Vincitore/trice | [ 27 ]        |
| 2013                      | Premio Università di Galatasaray                                                                                  | Miglior attore televisivo                              | Il secolo magnifico (Muhteşem Yüzyıl) | Vincitore/trice | [ 28 ]        |
| 2014                      | 12° YTÜ Stars of the Year Awards                                                                                  | Attore televisivo più amato loved                      | Çalıkuşu                              | Vincitore/trice | [ 29 ]        |
| 2014                      | 13th Magazinci.com Internet Media                                                                                 | Miglior attore televisivo                              | Çalıkuşu                              | Vincitore/trice | [ 30 ]        |
| 2014                      | 4° Elle Style Awards                                                                                              | Elle Style attore dell'anno                            | Çalıkuşu                              | Vincitore/trice |               |
| 2014                      | Premi per il meglio dell'Università di Haliç nel 2014                                                             | Miglior attore                                         | Çalıkuşu                              | Vincitore/trice |               |
| 2015                      | 4° Bilkent Television Awards                                                                                      | Miglior attore in un film drammatico                   | Endless Love (Kara Sevda)             | Vincitore/trice |               |
| 2015                      | Ayakli Newspaper TV Stars Awards                                                                                  | Miglior attore in una serie drammatica                 | Endless Love (Kara Sevda)             | Vincitore/trice |               |
| 2016                      | 14° YTÜ Stars of the Year Awards                                                                                  | L'attore cinematografico più amato                     | Un amore come te (Aşk Sana Benzer)    | Vincitore/trice | [ 31 ]        |
| 2016                      | 23° ITÜ EMÖS Achievement Awards                                                                                   | L'attore cinematografico di maggior successo dell'anno | Un amore come te (Aşk Sana Benzer)    | Vincitore/trice | [ 32 ]        |
| 2016                      | 2nd Turkish Youth Awards                                                                                          | Miglior attore cinematografico                         | Un amore come te (Aşk Sana Benzer)    | Candidato/a     |               |
| 2016                      | 16th Magazinci.com Internet Media                                                                                 | Performance televisiva dell'anno                       | Endless Love (Kara Sevda)             | Vincitore/trice | [ 33 ]        |
| 2016                      | Premi per i media dell'Università dell'Egeo                                                                       | Miglior attore televisivo                              | Endless Love (Kara Sevda)             | Candidato/a     |               |
| 2016                      | Premio Università di Galatasaray                                                                                  | Miglior attore cinematografico                         | Un amore come te (Aşk Sana Benzer)    | Candidato/a     |               |
| 2016                      | 43º Premio Altın Kelebek                                                                                          | Miglior attore                                         | Endless Love (Kara Sevda)             | Candidato/a     | [ 34 ]        |
| 2016                      | 43º Premio Altın Kelebek                                                                                          | Miglior coppia televisiva (con Neslihan Atagül)        | Endless Love (Kara Sevda)             | Candidato/a     | [ 34 ]        |
| 2016                      | Premi Muzikonair                                                                                                  | Miglior attore in una serie televisiva                 | Endless Love (Kara Sevda)             | Vincitore/trice | [ 35 ]        |
| 2017                      | I premi ONE Objective                                                                                             | La celebrità di maggior successo dell'anno             | Endless Love (Kara Sevda)             | Vincitore/trice |               |
| 2017                      | GQ Men of the Year Awards                                                                                         | L'uomo più popolare dell'anno                          | Endless Love (Kara Sevda)             | Vincitore/trice | [ 36 ]        |
| 2017                      | 12. Premio Kemal Sunal per la Cultura e l'Arte                                                                    | Miglior attore                                         | Endless Love (Kara Sevda)             | Vincitore/trice | [ 37 ]        |
| 2017                      | Istituzioni educative individuali (il migliore dell'anno)                                                         | Miglior attore dell'anno                               | Endless Love (Kara Sevda)             | Vincitore/trice | [ 37 ]        |
| 2017                      | Turkey Youth Awards                                                                                               | Miglior attore cinematografico                         | Kardeşim Benim                        | Candidato/a     | [ 38 ]        |
| 2018                      | Turkey Youth Awards                                                                                               | Miglior attore cinematografico                         | Kardeşim Benim 2                      | Candidato/a     | [ 39 ]        |
| 2019                      | 17° YTÜ Stars of the Year Awards                                                                                  | Miglior attore maschile in un film                     | Can Feda                              | Vincitore/trice | [ 40 ]        |
| 2020                      | 6° Golden 61 Awards dell'Università di Istanbul                                                                   | Miglior star televisiva dell'anno                      | Kuruluş Osman                         | Vincitore/trice | [ 41 ] [ 42 ] |
| 2020                      | Turkey Youth Awards                                                                                               | Miglior attore televisivo                              | Kuruluş Osman                         | Candidato/a     | [ 43 ]        |
| 2020                      | Premio Associazione Giornalisti Radiotelevisivi (RTGD Oscars)                                                     | Miglior attore maschile dell'anno                      | Kuruluş Osman                         | Vincitore/trice | [ 42 ] [ 44 ] |
| 2021                      | Quality Magazine 2021 Awards                                                                                      | Miglior attore maschile                                | Kuruluş Osman                         | Vincitore/trice | [ 45 ]        |
| 2021                      | Premio dell'Associazione Eurasiatica per la Protezione dei Consumatori (Avrasya Tüketicileri koruma Derneği ödül) | Miglior attore                                         | Kuruluş Osman                         | Vincitore/trice | [ 46 ]        |
| 2021                      | Golden Palm Awards                                                                                                | Miglior attore dell'anno                               | Kuruluş Osman                         | Vincitore/trice | [ 47 ] [ 48 ] |
| 2021                      | European Awards                                                                                                   | Miglior attore                                         | Kuruluş Osman                         | Vincitore/trice | [ 49 ]        |
| 2021                      | 7° Golden 61 Awards dell'Università di Istanbul                                                                   | Miglior attore maschile dell'anno                      | Kuruluş Osman                         | Vincitore/trice | [ 50 ] [ 51 ] |
| 2021                      | 48º Premio Altın Kelebek                                                                                          | Miglior attore                                         | Kuruluş Osman                         | Candidato/a     | [ 52 ]        |
| 2021                      | Soap Awards France 2021                                                                                           | Miglior attore internazionale                          | Endless Love (Kara Sevda)             | Candidato/a     | [ 53 ] [ 54 ] |
| 2021                      | 9. TV Yıldızları Ayaklı Gazete Ödülleri                                                                           | Miglior attore                                         | Kuruluş Osman                         | Vincitore/trice | [ 55 ]        |
| 2022                      | Turkey Youth Awards                                                                                               | Miglior attore televisivo                              | Kuruluş Osman                         | Candidato/a     |               |
| 2022                      | Festiculture France                                                                                               | Attore più popolare dell'anno                          | Kuruluş Osman                         | Vincitore/trice |               |
| 2023                      | Festiculture France                                                                                               | Attore più popolare dell'anno                          | Kuruluş Osman                         | Vincitore/trice |               |
| GQ Men of the Year Awards | Premio icona speciale per il decimo anniversario                                                                  | [ 56 ] [ 57 ]                                          | Kuruluş Osman                         | Vincitore/trice |               |